# 田原武雄
田原 武雄（たはら たけお、1910年（明治43年）12月15日 - 1988年（昭和63年）10月25日）は、昭和期の農業協同組合指導者、政治家。参議院議員（1期）。

## 経歴
鹿児島県揖宿郡頴娃村（頴娃町を経て現南九州市）で生まれる。1938年（昭和13年）陸軍士官学校（少尉候補者19期）を卒業した。1944年（昭和19年）勲五等瑞宝章受章。
戦後、頴娃町議会議員、頴娃町農業振興会長、青戸農業協同組合長、鹿児島県信用農業協同組合連合会監事、同農業信用基金協会監事、同農民政治連盟副委員長、同経済農業協同組合連合会会長、全国農業協同組合連合会理事、全国茶生産団体連合会会長、えい農業協同組合長、鹿児島県農業協同組合連合会理事、同県茶振興会会長、熊本果実連合会理事、南栄糖業監査役などを務めた。
1977年（昭和52年）7月の第11回参議院議員通常選挙に鹿児島地方区から出馬して当選し、参議院議員を1期務めた。この間、鈴木善幸改造内閣沖縄開発政務次官、国土審議会特別委員などを務めた。所属会派は自由民主党・自由国民会議であった。
1983年（昭和58年）秋の叙勲で勲三等旭日中綬章受章。
1988年（昭和63年）10月25日死去、77歳。死没日をもって従六位から正五位に叙される。